# Pertechnétate

Structure de l'anion pertechnétate.

L'anion pertechnétate est un oxyanion de formule chimique TcO4−. Il est souvent employé comme source soluble d'isotope radioactif de technétium, notamment le technétium 99m, couramment utilisé dans diverses applications de médecine nucléaire. 
Un technétate(VII) est un composé chimique contenant cet anion. Il s'agit de sels de l'acide pertechnétique HTcO4. Il est semblable au permanganate MnO4− mais avec un pouvoir oxydant plus faible ; il est cependant plus oxydant que le perrhénate ReO4−. La maîtrise des propriétés de cet anion est importante pour gérer la contamination environnementale par des déchets radioactifs.

## Propriétés
L'anion pertechnétate [99mTcO4]− est le point de départ de l'essentiel de la chimie du technétium. Ses sels sont généralement incolores. On l'obtient par oxydation de technétium avec de l'acide nitrique HNO3 ou du peroxyde d'hydrogène H2O2. Il est tétraédrique et diamagnétique. Le potentiel d'oxydoréduction du couple rédox TcO4−/TcO2 n'est que +0,738 V en solution acide, à comparer à +1,695 V pour le couple MnO4−/MnO2. Ce pouvoir oxydant plus faible rend l'anion pertechnétate plus stable en solution basique. TcO4− se comporte davantage comme l'anion perrhénate ReO4−. En fonction du réducteur, le pertechnate peut être converti en dérivés contenant du technétium aux états d'oxydation +6, +5 et +4. En l'absence de ligand complexant fort, le pertechnétate est réduit à l'état d'oxydation +4 à travers la formation d'hydrate de TcO2.

## Réactions
La radiolyse de TcO4− dans les solutions de nitrate NO3− passe par la réduction de TcO42− à travers une série de réactions impliquant sa dismutation :
TcO4− + e− ⟶ TcO42− ;
2 TcO42− ⟶ TcO4− + TcV ;
2 TcV ⟶ TcO42− + TcIV ;
TcV + TcO42− ⟶ TcIV + TcO4−.
Le pertechnétate peut être réduit par le sulfure d'hydrogène H2S pour donner Tc2S7. Il peut également être réduit en composés de Tc(IV/V) en solution basique dans les conteneurs de déchets radioactifs sans introduire de catalyseurs métalliques, de réducteurs, ou de rayonnements extérieurs. La réaction de 99mTcO4− avec les oses et les diholosides donne des composés de Tc(IV) solubles dans l'eau.